# Sacrilegium (zespół muzyczny)
Sacrilegium – polska grupa muzyczna, której dokonania muzyczne zalicza się do nurtu black/pagan metalowego. Aktywna w latach 1993-2000, reaktywowana w 2015 roku przy okazji wydania powrotnego albumu zatytułowanego Anima Lucifera.

## Historia
Zespół powstał w 1993 roku w Wejherowie z inicjatywy wokalisty o pseudonimie "Nantur Aldaron" oraz gitarzysty "Suclagusa". Sacrilegium było jednym z pierwszych polskich zespołów wykonujących black metal. Pierwsze anglojęzyczne demo zespołu pt. "Sleeptime" zostało wydane w 1994 roku w Polsce przez rodzimą wytwórnię muzyczną Pagan Records, a także w Stanach Zjednoczonych na CD przez amerykańską wytwórnię Wild Rags Records, gdzie odniosło duży sukces a styl muzyczny zespołu był powszechnie kojarzony z norweskim zespołem Darkthrone.
Dwa lata po wydaniu pierwszego dema, w 1996 roku Pagan Records ponownie wydało materiał zespołu, tym razem jednak był to debiutancki album pt. "Wicher". Na albumie można usłyszeć wiele zmian jakie zaszły od wydania pierwszego dema m.in.: język angielski zastąpiono językiem polskim, pierwszy raz zostały użyte instrumenty klawiszowe, w nagraniu albumu wziął udział także nowy perkusista Thoarinus, był to także pierwszy album w tym gatunku zaśpiewany w całości w języku polskim. Wydanie pierwszego albumu studyjnego było kolejnym sukcesem w historii zespołu, album miał być nawet promowany europejską trasą koncertową w towarzystwie Christ Agony, Behemoth, i Hellheim, zespołowi przedstawiono także propozycję wspólnych występów koncertowych z zespołem Darkthrone, jednak koncerty te odwołano ze względu na wypadek jakiemu uległ Nantur, łamiąc sobie rękę. W tym samym roku zespół nagrał wspólnie z zespołem North split pt. "Jesienne Szepty" wydany przez holenderską wytwórnię muzyczną Black Arts. Kolejnym wydawnictwem zespołu było drugie demo pt. "Recidivus" wydane w 1998 roku przez Pagan Folk Productions, jednak materiał ten nie osiągnął większego sukcesu.
W roku 1999 zespół wydał swoje trzecie demo pt. "Embrace the Darkness" z nowym perkusistą "Armeusem" i "Aleksandrą" – grającą na instrumentach klawiszowych, które było zapowiedzią nowego albumu studyjnego. Do nagrania płyty jednak nie doszło  W międzyczasie muzycy udzielali się także w innych projektach muzycznych m.in.: Christ Agony, Hefeystos. W roku 2000 zespół wydał swój drugi split pt. "Jesienne Szepty / Przedświt...", oparty na pierwszym splicie z North, wzbogaconym o promo grupy Neasit, jeszcze tego samego roku zespół rozwiązano. W 2006 roku już po rozwiązaniu zespołu polska wytwórnia płytowa Odium Records wydała płytę kompilacyjną zespołu zawierającą najbardziej znane utwory grupy nagrane przez Sacrilegium.
W roku 2015 Suclagus postanowił reaktywować zespół zapraszając do współpracy byłych członków zespołu – wokalistę Nantura, basistę Cvvalę oraz bębniarza Calm Hatchery o pseudonimie MG42. Współpraca zaowocowała nagraniem albumu powrotnego „Anima Lucifera”, który został wydany w roku 2016 przez rodzimą Pagan Records. Płyta spotkała się z dobrym przyjęciem w podziemiu oraz wśród fanów. W 2016 roku zespół zagrał koncerty w gdańskiej Protokulturze oraz na festiwalach Castle Party w Bolkowie i na niemieckim Sinister Howling. W 2017 r. miały miejsce kolejne roszady personalne - zespół rozstał się z basistą Cvvalą (którego zastąpił Hellthorn) a w trakcie sesji nagraniowej do  trzyutworowej Ep-ki „Ritual” szeregi kapeli opuścił Nantur. W tym samym roku do Sacrilegium dołączył drugi gitarzysta – Martin.
W listopadzie 2017 r.  Sacrilegium zagrało świetnie przyjętą trasę „Za Ćmą w Dym”. Na sześciu krajowych koncertach zaprezentowało się obok zespołów Furia, Thaw oraz Licho konsekwencją czego było zaproszenie na krajową część trasy Cryptoriana World Tour gdzie zespół wystąpił w warszawskiej Progresji oraz gdańskim B90 obok Cradle of Filth oraz Moonspell. Po trasie z powodów osobistych zespół opuścił perkusista MG42.
Rok 2019 przyniósł zapowiedziany wcześniej trzeci album zatytułowany „Ritus Transitorius”, który został zarejestrowany z nowym perkusistą – Niziołem. Wydawcą płyty jest polska wytwórnia Werewolf Promotion.

## Skład zespołu[1]
- „Suclagus” – gitara, śpiew, instrumenty klawiszowe
- „Hellthorn” – gitara basowa
- „Martin” – gitara, śpiew
- „Nizioł” – perkusja

Byli członkowie zespołu
- Nantur Aldaron – śpiew, gitara basowa
- Horm – perkusja, śpiew (Sleeptime)
- Przemysław „Thoarinus” Wojewoda – perkusja
- Krzysztof „Zaala” Zalewski – perkusja
- Aleksandra – instrumenty klawiszowe
- Jarosław„Cvvala” Cwaliński – gitara basowa
- MG42 – perkusja

## Dyskografia
Albumy
- Wicher (1996)
- Anima Lucifera (2016)
- Ritus Transitorius (2019)

Kompilacje i splity
- Jesienne Szepty (1996) – (split z North)
- Jesienne Szepty / Przedświt... (2000) – (split z North i Neasit)
- Embrace the Darkness (2006)

Dema
- Sleeptime (1994)
- Recidivus (1998)
- Embrace the Darkness (1999)
- Ritual EP (2017)

## Splity
- Jesienne Szepty – split nagrany wraz z North, wydany w 1996 roku przez holenderską wytwórnię płytową Black Arts. Materiał zawarty na kasecie został w 2000 roku wydany ponownie jako split, lecz został wzbogacony o promo zespołu Neasit.

### Lista utworów

#### North
1. „Czas Płynie Jak Rzeki” – 08:36

#### Sacrilegium
1. „Tam Gdzie Gaśnie Dzień...” – 10:48

- Jesienne Szepty / Przedświt... wydany w 2000 roku przez bielską wytwórnię płytową Nawia Productions. Materiał zawarty na kasecie został także wzbogacony o promo zespołu Neasit.

#### Neasit
1. „Odwet” – 05:22
2. „Pochodnie” – 05:05
3. „Wieki Mroku” – 06:01